# 上原みなみ
上原 みなみ（うえはら みなみ、1969年3月16日 - ）は、日本の気象予報士、タレント、政治家。現神戸市会議員（3期目）。

## 概要
- 兵庫県神戸市兵庫区出身。
- 学歴:兵庫県立鈴蘭台高等学校、 神戸大学発達科学部人間環境学科卒業。
- 2001年気象予報士試験合格。サンテレビ「ニュースEyeランド」気象キャスター、J:COM「さりげにゲツキン」メインキャスター等をつとめた。夕刊フジ連載コラム「上原みなみのお天気スタジアム」を執筆した。
- 2011年4月10日に行われた神戸市議会議員選挙（第17回統一地方選挙）に、神戸市北区選挙区からみんなの党公認で出馬し、初当選。同年6月11日就任。なお神戸市選挙管理委員会には吉田寿子という名前も同時に登録していた[1]。
- 2013年12月18日、みんなの党を離党した[2]。神戸市会の会派としては新世代こうべに所属する。
- 2015年4月12日に行われた神戸市議会議員選挙に新世代こうべから立候補するも落選[3]。
- 2019年4月7日に行われた神戸市議会議員選挙に無所属で立候補し当選[4]。同年6月11日就任。

## 活動内容
テレビ
- サンテレビ「ニュースEyeランド」月 - 水曜日 お天気キャスター 2001年10月 - 2007年3月28日
- J:COMチャンネル『KOBE 夢企業』リポーター 2007年5月～
- J:COMチャンネル『さりげにゲツキン』キャスター 2009年10月～

執筆
- 夕刊フジ「上原みなみのお天気スタジアム」連載コラム 2004年4月 - 9月

講演
- 2004年8月 「上原みなみの夏得天気」講演 / 明石市立天文科学館
- 2004年10月 神戸市内の小学校にてお天気授業
- 2004年11月 神戸市内の小学校にて「幸せ探し」講師
- 2005年4月 「上原みなみの女心と春の空」講演 / 長田公民館
- 2005年4月 府民共済 健康講演会
- 2005年7月 長田公民館　「親子お天気教室」 / 神戸新聞記事掲載
- 2005年7月 地球温暖化防止　出前授業 / 大阪
- 2005年9月「お天気ここだけの話」講演 / 明石市立天文科学館
- 2005年10月神戸市内の小学校でお天気講師
- 2006年2月 神戸市内の小学校教師向けお天気の話
- 2006年3月 神戸市内の小学校ゲストティーチャー
- 2006年3月 神戸ロータリークラブ講演
- 2006年11月 『地球に優しい暮らし方』講演 / 滋賀県甲賀市
- 2006年11月 『環境と美化のつどい』講演 / 姫路市環境局
- 2006年11月 『環境と美化のつどい』講演 / 川西市美化推進部
- 2007年12月 『お天気キャスター“上原みなみ”の健康天気予報』講演 / CEC堺事務所安全協会
- 2008年1月 『知得小話』講演 / (社）大阪府トラック協会
- 2008年1月 『知得小話』講演 / (社）静岡県都市開発協会
- 2008年2月 『住環境と温暖化』講演 /  (株）ジューテック大阪営業所
- 2008年3月 『国境なき環境問題』講演 / 高山市役所 市民環境課
- 2008年3月 『健康天気予報』講演 / 三木市緑ヶ丘町公民館
- 2008年5月 『知得小話』～お天気＆サイエンスから見た安全な暮らし方～講演 / NOS中部日本ユーザー会2008年度総会
- 2008年5月 『お天気キャスター“上原みなみ”の地球に優しい暮らし方』講演 / タキイ種苗株式会社
- 2008年5月 『お天気キャスター“上原みなみ”の地球に優しい暮らし方』講演 / 株式会社ユニ・エンジニアリング
- 2008年5月 『知得小話』～お天気＆サイエンスから見た安全な暮らし方～講演 / NOS西日本ユーザー会2008年度総会
- 2008年6月 『住環境と温暖化～お天気ここだけの話』講演 / 大和ハウス工業株式会社大阪北支店
- 2008年6月 『健康天気予報』講演 / 三機工業株式会社北陸支店
- 2008年6月 『知得小話』～お天気＆サイエンスから見た安全な暮らし方～講演 / ユーオスグループ関西支部
- 2008年6月 『健康天気予報』講演 / 多田建設株式会社四国支店
- 2008年7月 『知得小話』講演 / 神奈川鉄鋼産業健康保険組合
- 2008年8月 『お天気キャスター“上原みなみ”の地球にやさしい暮らし方』講演 / 南越法人会青年部会サマーセミナー
- 2008年8月 『お天気キャスター“上原みなみ”の地球にやさしい暮らし方』講演 / 三和グループ夏季研修会
- 2008年11月 『住環境と温暖化』講演 / 建設業労働災害防止協会 三重県支部 松阪分会
- 2008年11月 『季節感と水環境』講演 / 日本水道協会兵庫県支部 平成20年度講習会
- 2009年6月 『健康天気予報』講演 / 前田道路株式会社 西関東支店 安全大会
- 2009年7月 『お天気キャスター“上原みなみ”の地球にやさしい暮らし方』講演 / 菱和建設株式会社 安全大会
- 2009年10月 上原みなみのお天気教室「地球にやさしい暮らし方」講演 / あいおい損害保険株式会社
- 2009年10月 健康天気予報講演 / 斎久工業株式会社
- 2009年11月 『お天気ここだけの話』 / 京阪電気鉄道株式会社
- 2009年11月 『知得小話』 / 大和ハウス工業株式会社
- 2010年6月～ 上原みなみの「お天気教室」～地球に優しい暮らし方 / 三井住建道路（株）関東支店
- 2010年6月 「知得小話」－お天気と暮らしと環境とー / （株）竹中道路九州支店
- 2010年10月 『上原みなみのここだけの話』 / 姫路ロータリークラブ
- 2012年6月 国境無き環境問題/長谷川体育施設（株）中国支店安全大会
- 2013年2月 地球温暖化と異常気象/京都やましろ農業協同組合